# Paratetrapedia albilabris
Paratetrapedia albilabris là một loài Hymenoptera trong họ Apidae. Loài này được Friese mô tả khoa học năm 1917.